# Armand Isaac-Bénédic
Armand Isaac-Bénédic (ur. 26 sierpnia 1875 w Paryżu, zm. 20 października 1962 tamże) – francuski curler.

## Życiorys
Isaac-Bénédic był członkiem reprezentacji Francji podczas zimowych igrzysk olimpijskich w 1924 w Chamonix. Gospodarze w fazie początkowej przegrali mecze przeciwko Wielkiej Brytanii (skip William Jackson) i Szwecji (skip Carl Wilhelm Petersén) odpowiednio 4:46 i 10:19. W meczu o srebro ponownie ulegli Szwedom (18:10) i ostatecznie zajęli 3. miejsce.
Z zawodu był handlarzem metalami. Był także działaczem sportowym.

## Drużyna
- Fernand Cournollet – skip
- Pierre Canivet – trzeci
- Armand Isaac-Bénédic – drugi
- Georges André – otwierający
- Henri Aldebert – rezerwowy
- Robert Planque – rezerwowy